# سرقنات (دشتستان)
سرقنات، روستایی از توابع بخش سعدآباد شهرستان دشتستان در استان بوشهر ایران است.

## جمعیت
این روستا در دهستان وحدتیه قرار دارد و براساس سرشماری مرکز آمار ایران در سال ۱۳۸۵، جمعیت آن ۹۰۷ نفر (۲۰۵خانوار) بوده‌است.